# De Lelie (Leur)
De molen De Lelie is een korenmolen in de Noord-Brabantse plaats Leur (Etten-Leur). Het is een ronde stenen stellingmolen die na het afschaffen van feodale rechten zoals molendwang in 1804 aan de Geerkade werd gebouwd. De molen deed oorspronkelijk dienst als schorsmolen en kort daarna ook als korenmolen. De Lelie maalde tevens beenderen voor de productie van lijm. In 1937 brandde de molen af door een oververhitte petroleummotor. Het restant van de romp werd als mechanische maalderij ingericht.
In 1986 stelde burgemeester Houben van Etten-Leur herbouw van de molen voor. Dat leidde tot de oprichting van de commissie Herbouw Molen De Lelie, de latere Stichting Molen De Lelie. Op 25 september 1998 werd de herbouwde, maalvaardige molen door de oud-burgemeester officieel geopend. Houben was toen Commissaris der Koningin van de provincie.
In De Lelie wordt nu op vrijwillige basis graan gemalen. De molen is op woensdagmiddag en zaterdagmiddag gratis te bezichtigen. Website van Molen "De Lelie": www.korenmolendelelie.nl